# 小行星2416
小行星2416（2416 Sharonov）是一颗围绕太阳公转的小行星。1979年7月31日，尼古拉·切爾尼赫在克里米亚发现了此天体。
該小行星以俄羅斯天文台長弗塞沃羅德·瓦西爾·沙龍諾夫（Vsevolod Vasil'evich Sharonov）命名。
这颗小行星的绝对星等为106.39026等。